# Athyreus bicornus
Athyreus bicornus — вид жуков-навозников из подсемейства Bolboceratinae.

## Этимология
Видовое название лат. bicornus дано виду из-за двух роговых придатков на переднеспинке у самцов.

## Распространение
Распространён в Южной Америке, а именно в Перу.

## Описание
Самец в длину достигает 17—19 мм и ширины 11—11,5 мм. Тело окрашено в бурый цвет, переднеспинка и надкрылья в красновато-бурый. Лабрум короткий, окаймлённый, слабо выемчатый. Клипеальный (лат. clypea) рог почти вертикальный.
Самка аллотипа в длину достигает 17—20 мм и шириной до 11—12 мм. Переднеспинка с U-образным килем в третьей медиане.